# Курио (залив)

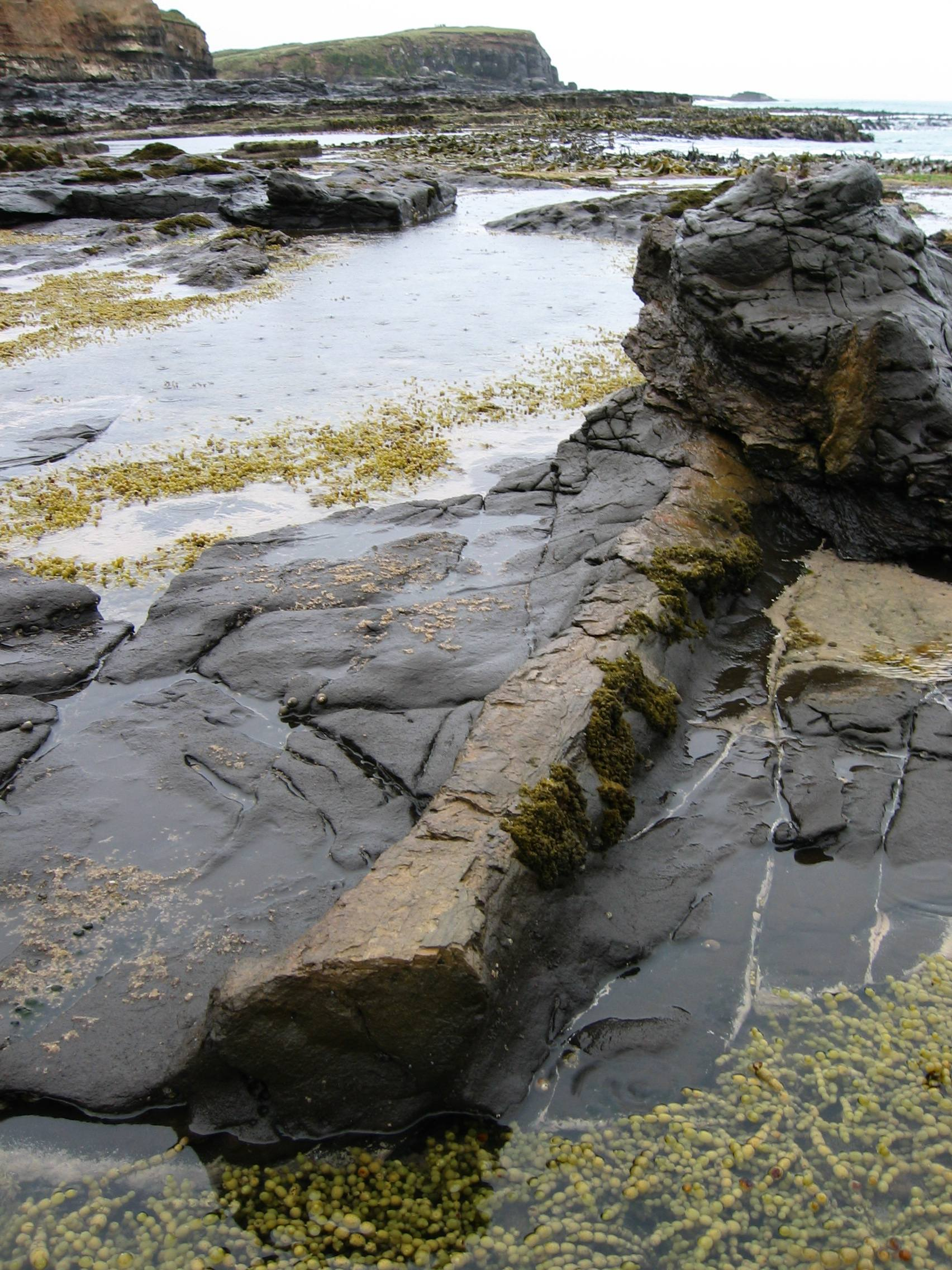
Окаменевшее дерево в заливе Курио

Курио (англ. Curio Bay) — залив, находящийся недалеко от южной оконечности острова Южный в Новой Зеландии. Он является своеобразным приютом для великолепных пингвинов с 1600 гнездящихся пар. Также залив является домом для дельфинов Гектора и южных китов.
Кроме того, залив знаменит окаменелым лесом юрского периода: стволы и пни окаменевших деревьев во множестве обнажаются при отливе.